# Xiao Jia
Xiao Jia (xinès: 小甲, nascut Zi Gao, xinès: 子高) va ser un rei xinès de la Dinastia Shang.
En els Registres del Gran Historiador ell és llistat per Sima Qian com el setè rei Shang, succeint al seu germà Tai Geng (xinès: 太庚). Ell en fou entronitzat l'any del Dingsi (xinès: 丁巳) amb Bo (xinès: 亳) com la seva capital. Va governar durant 17 anys, se li va donar el nom a títol pòstum de Xiao Jia i va ser succeït pel seu germà Yong Ji (xinès: 雍己).
Les inscripcions oraculars sobre ossos desenterrats a Yinxu deixen constància alternativament que ell havia estat el sisè rei Shang succeint al seu germà Da Geng (Chinese: 大庚), ell va rebre el nom pòstum de Xiao Jia (xinès: 小甲) i fou succeït pel seu nebot Da Wu (xinès: 大戊).